# Saint-Tite-des-Caps
Pour l’article homonyme, voir Saint Tite.
Saint-Tite-des-Caps est une municipalité du Québec (Canada), située dans la MRC de La Côte-de-Beaupré dans la région administrative de la Capitale-Nationale.

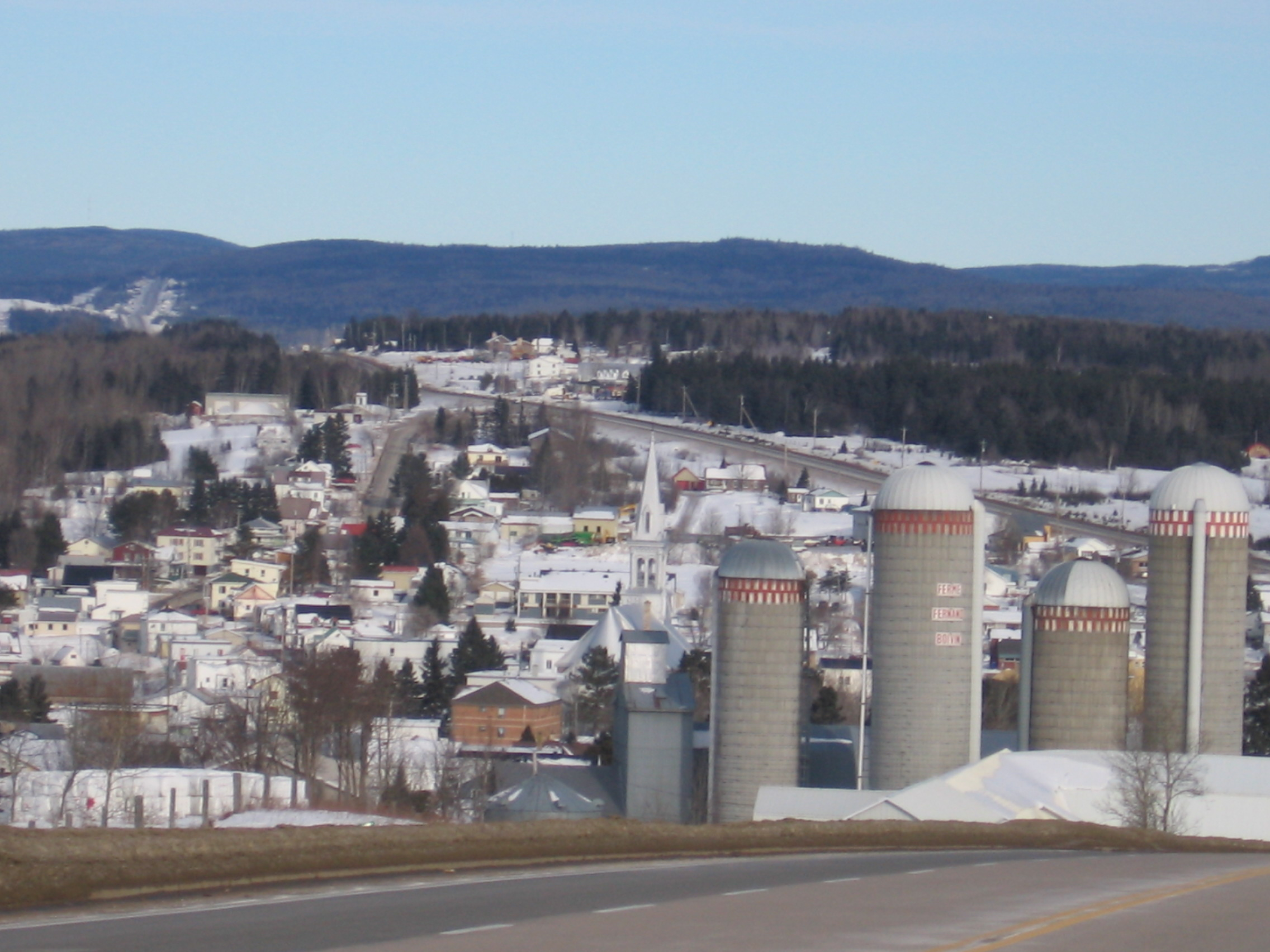
Saint-Tite-des-Caps en hiver.

## Toponymie
Elle est nommée en l'honneur de saint Tite, disciple de Paul de Tarse. Elle est située sur un relief accidenté et en grande partie boisé.

## Histoire
Les premiers colons arrivèrent vers 1853, la paroisse fut fondée en 1867 et la municipalité établie en 1872.

### Héraldique
| Travail Vertu |
| ------------- |

| L'écu se blasonne ainsi : Parti d'or à la montagne de trois coupeaux inégaux de sinople surmontée de trois abeilles de sable, reparti d'argent aux trois feuilles d'érable de gueules et d'azur aux trois feuilles de lys d'argent, au chef parti de gueules au clocher d'argent et d'azur au monogramme marial d'or, sur le tout une grande croix latine de sable. |

## Géographie
La Sainte-Anne délimite le nord de la municipalité en coulant vers le sud-ouest.
La rivière Lombrette la traverse du sud-est vers le nord-ouest jusqu'à sa confluence avec la rivière Sainte-Anne.

## Démographie
| 1991  | 1996  | 2001  | 2006  | 2011  | 2016  | 2021  |
| ----- | ----- | ----- | ----- | ----- | ----- | ----- |
| 1 523 | 1 522 | 1 426 | 1 440 | 1 506 | 1 473 | 1 504 |

Pendant la période estivale, elle s'accroît de quelque 1 000 personnes en raison des nombreuses zones de villégiature qui ont contribué l'érection de plus de 300 chalets.
Nombre de résidences : 610 (total résidences : 863).

### Langues
Langue maternelle :

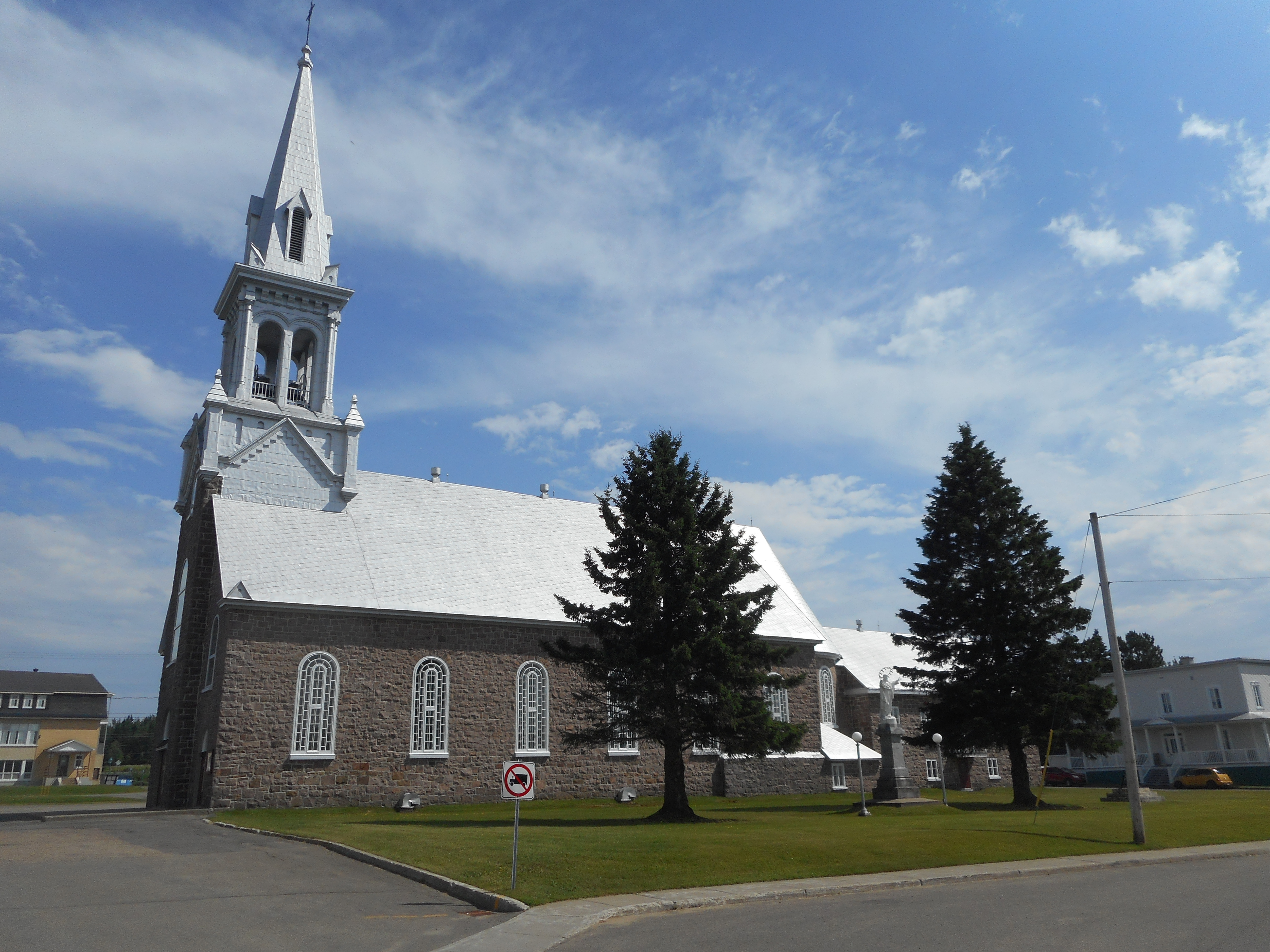
Église de Saint-Tite

- Anglais comme première langue : 0 %
- Français comme première langue : 100 %
- Anglais et Français comme première langue : 0 %
- Autres langues : 0 %.

## Administration
Les élections municipales se font en bloc pour le maire et les six conseillers.
| Saint-Tite-des-Caps Maires depuis 2002                                                                               |                      |         |          |
| Élection | Maire                | Qualité | Résultat |
| 2002 | Anne-Marie Guilbault |         | Voir     |
| 2005 | Pierre Dion          |         | Voir     |
| 2009 | Pierre Dion          | Voir    |          |
| 2013 | Majella Pichette     |         | Voir     |
| 2017 | Majella Pichette     | Voir    |          |
| 2021 | Majella Pichette     | Voir    |          |
| Élection partielle en italique Depuis 2005, les élections sont simultanées dans toutes les municipalités québécoises |                      |         |          |